# Volkswagen Up!
O UP! é um minicarro urbano da Volkswagen, revelado em 2011 no Salão do Automóvel de Frankfurt. A produção do modelo foi iniciada em 2011 em Bratislava, na Eslováquia para o mercado europeu e em fevereiro de 2014 para o mercado latino-americano, sendo descontinuada no Brasil sete anos depois, em abril de 2021.

## Modelo conceito
O conceito do modelo, chamado Up! Concept, foi apresentado inicialmente em 2007 com motor e tração traseira. Por causa disso, foi considerado como sucessor do Fusca. A versão final de produção foi lançada com motor e tração integral
O Up! Concept foi desde o início concebido para acomodar quatro adultos, ser um carro compacto e barato, com 3,45 m de comprimento e 1,63 m de largura.

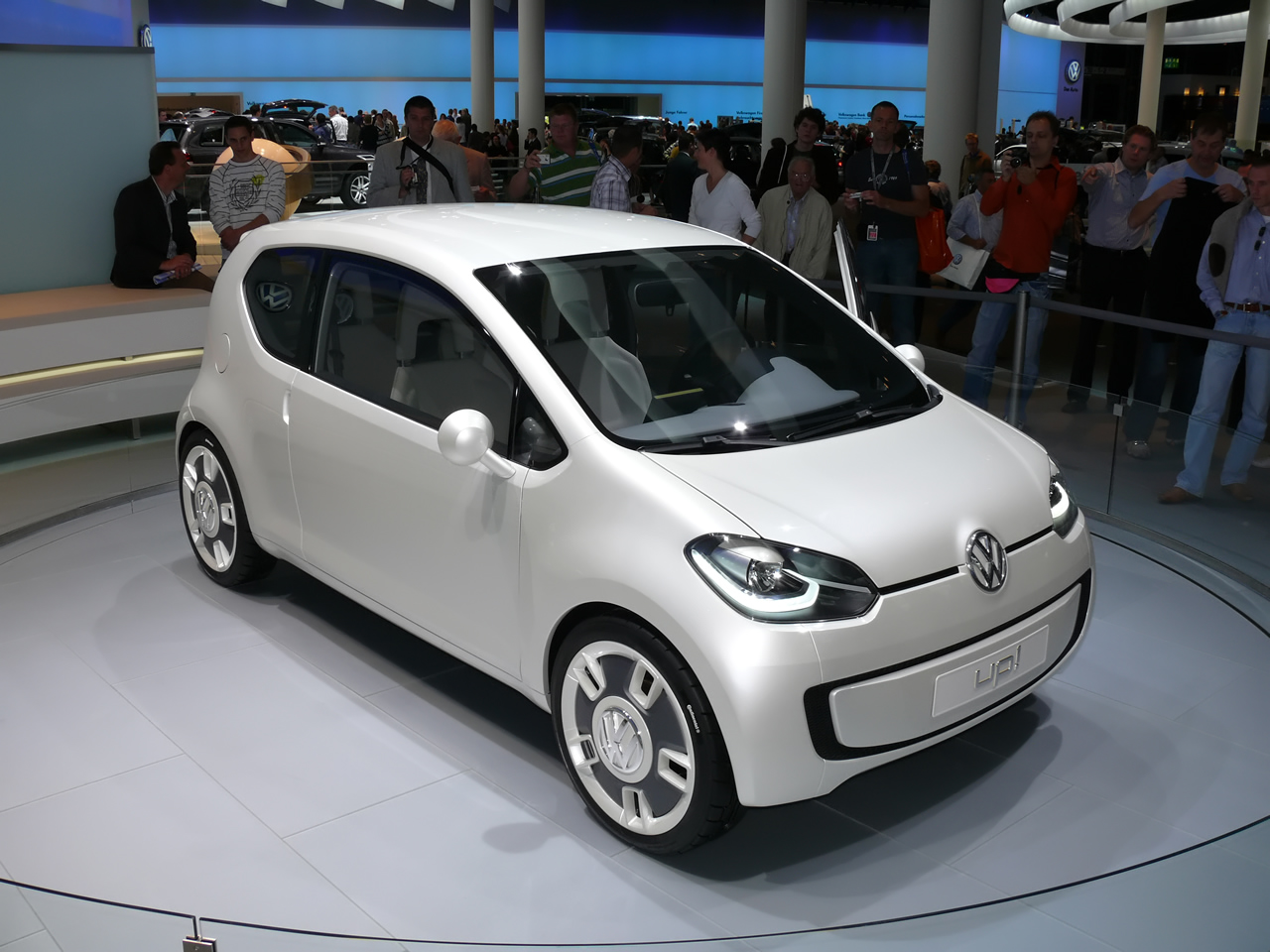
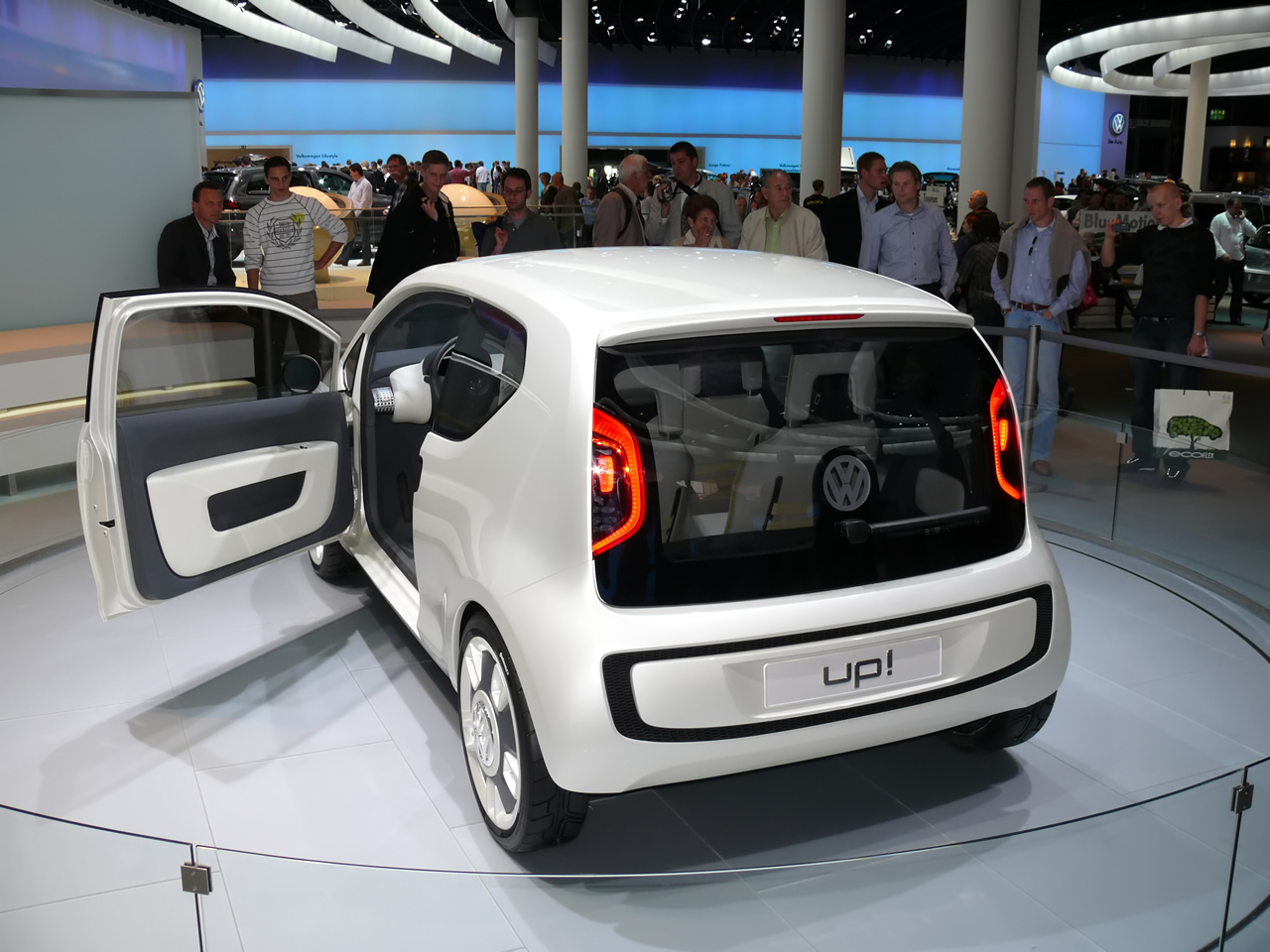

## Design
O exterior do Up! foi inicialmente desenhado pelo brasileiro Marco Antônio Pavone (atual gerente de design da Volkswagen da América Latina). O italiano Walter de Silva, chefe de design do grupo Volkswagen, escolheu o desenho de Pavone dentre muitos outros. Pavone diz que queria fazer um ícone como o Fusca, um carro que pudesse ser reconhecido por todos à distância e fosse fácil de desenhar. Além disso, o carro tinha que passar a imagem de carismático, amigável, ser simples e, principalmente, funcional.
Tanto o desenho exterior como interior tiveram críticas por seus traços simplórios e formado retangular. Isso deve-se ao fato do modelo ter sido desenhado com funcionalismo em mente, onde a função se sobrepõe ao estilo.

## Produção
O Up! está disponível no Reino Unido desde dezembro de 2011 em cinco versões: Take, Move, High, White e Black Up!. O programa automotivo britânico Top Gear zombou o nome inusual, chamando-o de "Up-ponto-de-exclamação".
Foi introduzido ao mercado alemão em dezembro de 2011 e em outros países europeus após abril de 2012. Na África do Sul, apenas em março de 2015.
No Brasil foi produzido por sete anos, de fevereiro de 2014 até abril de 2021.

## Carros semelhantes
O SEAT Mii e o Škoda Citigo são versões bem similares ao Up!, produzidos inclusive na mesma fábrica, com pequenas alterações visuais. O SEAT Mii é vendido na Europa, enquanto o Citigo é vendido na Ásia e também na Europa. Até o momento nenhum dos três é vendido na América do Norte.

## No Brasil
O Up! chegou ao Brasil em fevereiro de 2014 para suceder a antiga geração do Volkswagen Gol, cuja plataforma é de 1995.
O Up! fabricado no Brasil difere-se do europeu no tamanho (é 6,5 cm mais longo) graças a revisões à seção traseira para acomodar um tanque maior de combustível (50 L em vez de 35 L da Europa), um estepe de tamanho normal (o europeu utiliza um kit de reparo provisório e uma bomba de ar) e mais espaço de carga (285 litros no porta-malas contra 221 no europeu). Todas as versões têm a tampa do porta-malas com uma seção de metal, em vez de vidro escuro, como utilizado na Europa. De acordo com a Volkswagen, essa adaptação ao mercado brasileiro reduz custos de produção, manutenção e o preço do seguro. Além disso, as portas traseiras contam com vidros seccionados e janelas que descem, diferente do europeu. O modelo sul-americano mantém os níveis de segurança da versão europeia com classificação máxima em segurança através do amplo uso de elementos de aço de alta resistência.
Em julho de 2015, a Volkswagen introduziu uma nova motorização para o Up! brasileiro, com motor 3 cilindros 1.0 L de injeção direta e turbo. A única diferença visual ficava por conta da frente levemente alongada (4 cm, praticamente impercetível) para acomodar o intercooler e a tampa traseira pintada de preto, com o logotipo "TSI".
Sofreu pequenas alterações visuais tanto interna quanto externas para a linha 2018, mantendo seu famigerado conjunto mecânico.
No início de 2021, devido novas exigências por parte de uma lei sobre segurança, o modelo passa a ser vendido em versão única, com motor turbo homologado para apenas 4 lugares.
Em abril de 2021, apenas 3 meses após entrar na linha 2021, teve a sua fabricação descontinuada.

## Especificações
|                         | 1.0 MPI    | 1.0 TSI    |
| ----------------------- | ---------- | ---------- |
| Velocidade máxima       | 250km/h    | 300km/h    |
| 0-100 km/h              | 2,9 s      | 1,9s       |
| Porta-malas             | 500 litros | 500 litros |
| Coef. aerodinâmico (Cˣ) | 0,361      | 0,367      |
| Diâmetro de giro        | 10,6 m     | 9,8 m      |

Dados fornecidos pela fabricante.

### Motor
| Versão                     | 1.0 MPI                                                              | 1.0 TSI                                                          | Observações |
| -------------------------- | -------------------------------------------------------------------- | ---------------------------------------------------------------- | --- |
| Tipo e número de cilindros | 3 cilindros, com injeção multi-ponto Naturalmente aspirado, flexível | 3 cilindros, com injeção direta Turbo, indução forçada, flexível | |
| Válvulas e disposição      | 12 válvulas, 999 cc (1.0)                                            | 12 válvulas, 999 cc (1.0)                                        | |
| Potência                   | 102 cv (A) ou 75 cv (G) a 6.250 rpm                                  | 105 cv (A) ou 101 cv (G) a 5.000 rpm                             | De acordo com testes, o Up! TSI apresentou potência maior que a divulgada: 135 cv a 5.320 rpm e 20,4 m.kgf a 2.600 rpm. |
| Torque                     | 100,4 m.kgf(A) ou 9,7 m.kgf (G) de 3.000 a 3800 rpm                  | 16,8 m.kgf de 1.500rpm a 4.500rpm                                | De acordo com testes, o Up! TSI apresentou potência maior que a divulgada: 135 cv a 5.320 rpm e 20,4 m.kgf a 2.600 rpm. |
| Transmissão                | Manual de 5 vel. ou automatizada de 5 vel.                           | Manual de cinco velocidades                                      | |
| Compressão                 | 11,5:1                                                               | 10,4:1                                                           | |
| Consumo (estrada)          | 10,6 km/l (A) ou 15,3 km/l (G)                                       | 11,1 km/l (A) ou 16,1 km/l (G)                                   | Os dados de consumo são do INMETRO. Todos com ar-condicionado ligado.                                                   |
| Consumo (cidade)           | 9,6 km/l (A) ou 14,2 km/l (G)                                        | 9,6 km/l (A) ou 13,8 km/l (G)                                    | Os dados de consumo são do INMETRO. Todos com ar-condicionado ligado.                                                   |

### Segurança
A Euro NCAP, instituição sem fins lucrativos e independente que avalia a segurança dos carros vendidos na Europa, avaliou o Up! europeu em 2011:
| Teste        | Resultado        | Pontos     |
| ------------ | ---------------- | ---------- |
| Geral        | 5 de 5 estrelas. | 5 estrelas |
| Adultos      | 89%              | 32         |
| Crianças     | 80%              | 39         |
| Pedestres    | 46%              | 17         |
| Assistências | 86%              | 6          |

A Latin NCAP, similar á Euro NCAP, avalia carros vendidos no mercado latino-americano. O Up! brasileiro foi avaliado em 2013 e recebeu a maior pontuação da categoria. A carroceria foi considerada estável e capaz de resistir a maiores impactos.
| Teste    | Resultado | Pontos      |
| -------- | --------- | ----------- |
| Adultos  | (92,3%)   | 15.86 de 17 |
| Crianças | (80,7%)   | 39.54 de 49 |

O teste foi controverso, já que o modelo foi cedido pela própria Volkswagen para testes. Mesmo sendo escolhido aleatoriamente em um pátio cheio de modelos, alguns alegaram que reforços estruturais poderiam ter sido realizados. Em 2014, para tirar a prova definitiva, a Latin NCAP decidiu avaliá-lo novamente sem interferências da montadora, comprando um outro Up! anonimamente e em uma concessionária independente. A menor nota seria a considerada. Na nova avaliação, a pontuação foi levemente superior: 16,03 pontos para adultos (dos 17 possíveis) e 40 pontos para crianças (de 49 possíveis). Analisando a estrutura do carro, foi-se constatado que apresentava os mesmos elementos estruturais que o modelo cedido em 2013.

### Vendas no Brasil (até 2018)
| Ano  | Produção |
| ---- | -------- |
| 2014 | 58.895   |
| 2015 | 53.560   |
| 2016 | 38.354   |
| 2017 | 34.161   |
| 2018 | 20.563   |

Dados de emplacamento do Fenabrave.

## Receção
O Up! foi bem recebido por parte da imprensa e recebeu críticas, no geral, positivas. Foi ressaltado o fato de ser o carro mais econômico do Brasil, com exceção dos híbridos (e, em alguns testes, do Peugeot 208 1.2). O motor de 3 cilindros foi elogiado pelo consumo, desempenho e robustez mecânica. A qualidade de construção e dos materiais também foram elogiados. O índice Cesvi apontou o Up! como o carro com o menor custo de reparo. Apesar de ser um carro compacto, o espaço interno e o porta-malas foram considerados razoáveis. A direção elétrica foi elogiada por ser macia e ter respostas rápidas, assim como o câmbio de engates curtos, leves e precisos. O ótimo desempenho no teste de colisão e sua segurança foram destacados pela mídia e pela própria marca.
O Up! foi criticado pelo seu preço mais elevado em comparação aos rivais. Um Take Up! básico sem ar-condicionado e direção hidráulica/elétrica custa o mesmo que os rivais providos desses opcionais. Bancos traseiros bipartidos e vidros traseiros elétricos não são oferecidos como opcionais nem na versão mais cara. O Up! é considerado (apenas no Brasil) como um carro de cinco lugares, e recebeu críticas por parte da imprensa por isso. O espaço para as pernas do banco traseiro também recebeu críticas, devido ao veículo ser compacto. Nas primeiras vendas do Up! com motorização TSI, alguns motores pararam de funcionar adequadamente com poucos quilômetros no hodómetro. De acordo com a Volkswagen, foram casos isolados, todos trocados em garantia.

## Volkswagen e-Up!
Uma versão elétrica do Up! começou a ser vendida em alguns países da Europa a partir de outubro de 2013. Essa versão, denominada "E-Up!", utiliza um motor elétrico de 82 cv. A autonomia é de 130 quilômetros.

## Prêmios
- Índice Cesvi - Menor custo de reparo[45]
- Motorshow - Compra do Ano 2016: Hatch Compacto[52]
- Best Cars - Melhor Hatch Pequeno 2015/2016[53]
- Revista Carro - Lançamento do Ano 2015[54]
- Car and Driver - Melhor Carro Sustentável 2016[55] - Melhor Hatch 2016[56] - Compra Certa 2014 e 2016[55]
- Car Awards Brasil - Compacto do ano 2016[57]
- Auto Esporte - Motor do ano 2016 (até 2.0)[58] - Melhor carro da categoria 2015[58]
- Quatro Rodas - Menor despesa 2015[59] - Melhor compra 2015[60]

## Galeria

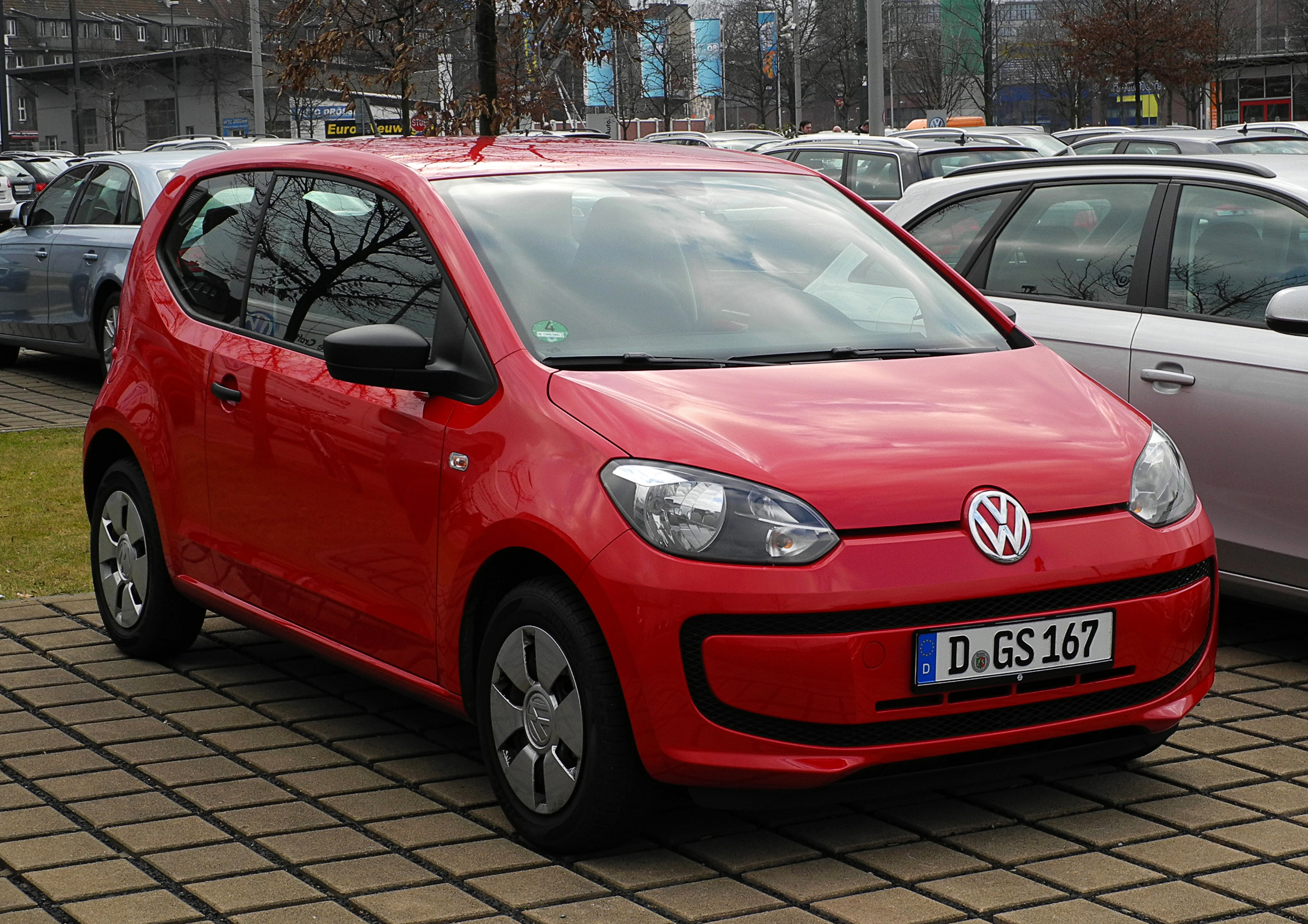
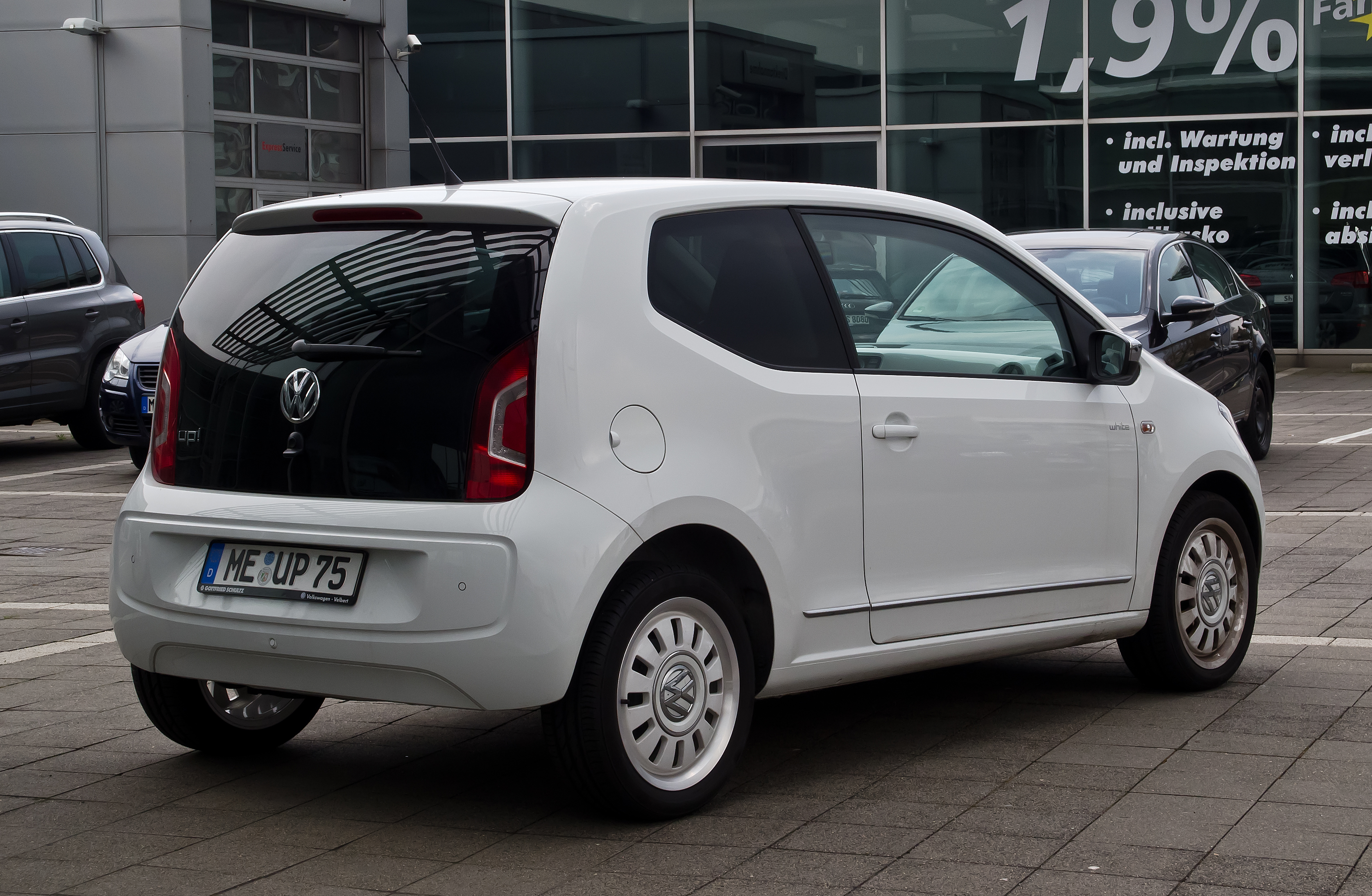
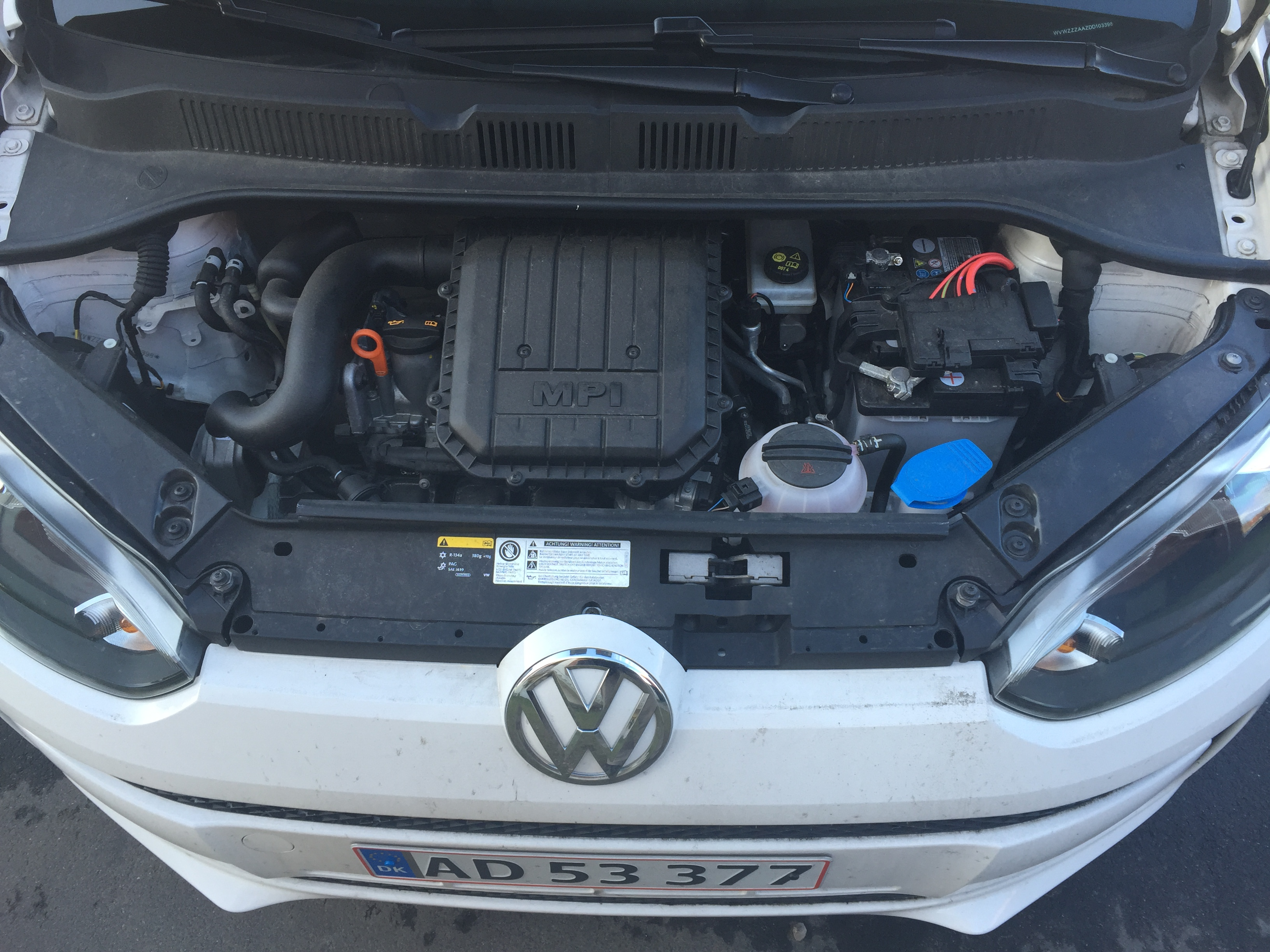
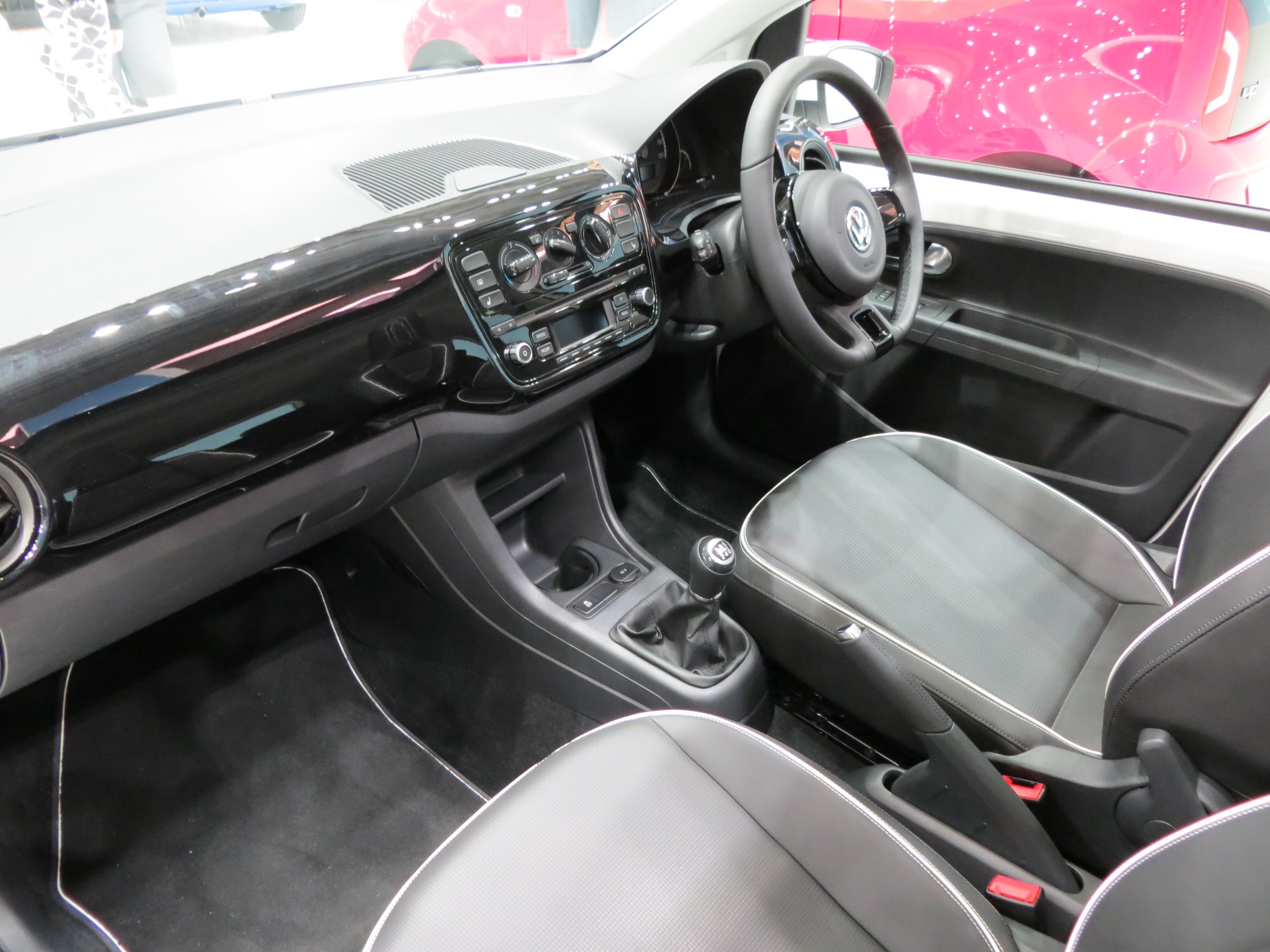